# Zdzisław Nęcka
Zdzisław Nęcka, ps. Matejko (ur. 1944 w Krakowie) – polski malarz i fałszerz.

## Życiorys
Urodzony w 1945 r. w Krakowie, w rodzinie alkoholików. Przebywał kolejno pod opieką babci, ojca i macochy, a od 10 roku życia także domu dziecka w Tarnowie, z którego uciekał ze względu na przemoc. Uczęszczał do liceum plastycznego, w tym samym czasie odbył także praktyki w zakładzie złotniczym. Podczas praktyk cyzelował przedmioty dłutami i pilnikami, nauczył się granulacji i rytowania ornamentów. Po wyjściu z domu dziecka wrócił do domu ojca, ale źle traktowany, wyprowadził się po roku. Otrzymał propozycję pracy, ale wkrótce potem został skazany za chuligaństwo na pół roku pozbawienia wolności. Krótko po wyjściu na wolność spotkał także liternika prof. Krzysztofa Racinowskiego, któremu pomagał w codziennych czynnościach. W zamian za posiłki i zakupy prof. Racinowski udzielał mu lekcji przez ponad rok. Wkrótce potem zatrudnił się w drukarni w Krakowie, a także dokształcał prywatnie w zakresie chemii.
W 1971 r. otworzył pracownię szyldów na Wielopolu, ale z powodu problemów podatkowych popadł w problemy finansowe. Pod wpływem okoliczności zaczął pracę przy fałszowaniu dokumentów, a potem także dolarów. W kwestii fałszowania dolarów, Nęcka studiował jakość papieru, druku, metody fałszowania i przebarwianie. W celu dodatkowego rozwijania swoich umiejętności zatrudniał się w zakładach drukarskich czy poligraficznych. W swojej karierze podrabiał pieniądze, papiery wartościowe, czeki, dokumenty i złote wyroby, tj. sygnety, pierścionki czy wisiorki. Zwykle unikał współpracy z innymi i preferował samodzielną pracę. Zawsze starał się ukrywać dochody i pozorować skromne życie, pomimo tego, z powodu nieostrożności swojej lub innych osób albo donosów 17 razy był skazywany na kary pozbawienia wolności za fałszowanie dolarów, stuzłotówek, dokumentów i biżuterii. Kary odbywał w Raciborzu, Strzelcach Opolskich, Płocku, Płońsku. Po raz ostatni został skazany w 2014 r., a na wolność wyszedł w 2019 r. Łącznie w więzieniach spędził 40 lat.
Autor licznych obrazów, zarówno będących imitacjami stylu znanych malarzy (np. Kossaka czy Moneta), ale także autorskich projektów. W ramach eksperymentu procesowego podrabiany obraz malował także na zlecenie organów ścigania. Swoje obrazy rozdawał artystom, osobom z przestępczego półświatka i współwięźniom. Przydomek Matejko zyskał podczas odbywania kary więzienia w zakładzie karnym przy ul. Montelupich w Krakowie, gdyż było to jedyne nazwisko malarza, jakie znali współosadzeni. Podczas odbywania tej kary stworzył dekorację malarską kaplicy więziennej – drogi krzyżowej i fresków. W 1996 r. stworzył cykl Twarze kryminału, który był wystawiany w Śródmiejskim Ośrodku Kultury w Krakowie, a w 2000 r. zwyciężył w konkursie plastycznym dla więźniów Anioł na Nowe Tysiąclecie.
Poświęcona została mu książka Magdaleny Omilianowicz Fałszerz. Historia największego polskiego oszusta.